# Under the Iron Sea
 (juillet 2012).
 (juillet 2012).
Albums de Keane
Hopes and Fears
(2004) Perfect Symmetry
(2008)
Under the Iron Sea est le deuxième album du groupe de rock britannique Keane sorti en 2006.

## Singles
Le premier single présent sur l'album est Atlantic, qui sort d’abord seulement sous la forme d'un téléchargement vidéo le 25 avril 2006. Irvine Welsh, auteur du roman anglophone Trainspotting, réalise le vidéoclip, qui est filmé en noir et blanc sur une plage du Sussex. Le groupe n'apparaît pas dans le clip. Le deuxième single, Is It Any Wonder?, sort le 29 mai, en CD et vinyle au Royaume-Uni. Son vidéoclip est réalisé par Kevin Godley, connu pour ses réalisations de vidéos avec The Police et Duran Duran au milieu des années 1980. Crystal Ball, le troisième single, sort le 21 août 2006 au Royaume-Uni. Sur la version 45 tours, Crystal Ball est sur la face A et Maybe I can change est sur la face B. Il existe deux versions de ce clip, toutes deux présentes sur le site officiel. La première montre une histoire muette entrecoupée de plan du groupe, la deuxième montre la même histoire avec les voix des acteurs sur la musique. Le personnage principal de l'histoire racontée par le clip est joué par Giovanni Ribisi. Nothing in My Way est le quatrième single. Il sort le 30 octobre 2006 au Royaume-Uni. Le clip est un montage des images filmées lors du concert à l'ULU, à Londres, le 5 mai 2006. Enfin, le cinquième single, A Bad Dream, sort le 22 janvier 2007. Le clip de ce single utilise une vidéo live de Keane, à Berlin[source secondaire souhaitée]. Le clip représente Tom Chaplin, le chanteur, seul, entre l'ombre et la lumière.

## Bonus
Une édition bonus de l'album est également parue. Il s'agit d'une édition spéciale avec une jaquette en forme de livre, avec une histoire représentée sur le dessus, et des dessins dans les pages intérieures. Le DVD inclut des démo pour chaque chanson sauf Nothing In My Way, Hamburg Song et Try Again qui ont été jouées « live ».

## Titre
Le titre de l'album est tiré de la neuvième chanson, Crystal Ball, dans laquelle, au tout début, on peut[style à revoir] entendre : « I lost my heart. I buried it too deep under the iron sea »[source secondaire souhaitée].

## Billboard
L'album est n°1 lors de sa première semaine au top musical du Royaume-Uni, vendant 222 297 copies selon les officiels. Aux États-Unis, l'album monte jusqu'au no 4 au Billboard, vendant 75 702 copies.

## Liste des chansons (version internationale)
Toutes les pistes sont écrites par Tom Chaplin, Tim Rice-Oxley et Richard Hughes.
1. Atlantic
2. Is It Any Wonder?
3. Nothing in My Way
4. Leaving So Soon?
5. A Bad Dream
6. Hamburg Song
7. Put It Behind You
8. The Iron Sea (Royaume-Uni seulement, sinon annexé à la fin de PIBY)
9. Crystal Ball
10. Try Again
11. Broken Toy
12. The Frog Prince
13. Let it side (Bonus Track)